# 아우렐리우스 씨족

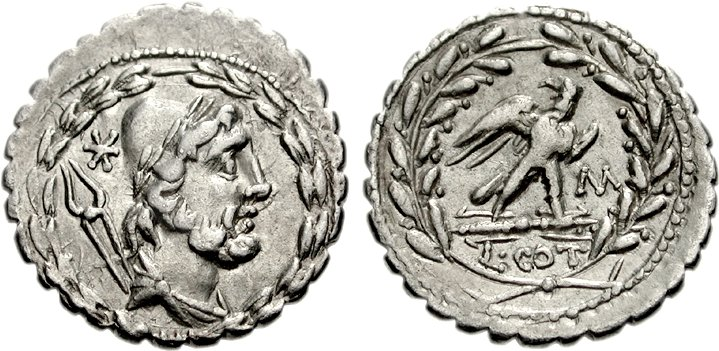
기원전 105년에 발행된 루키우스 아우렐리우스 코타의 데나리우스. 앞면은 기원전 252년에 가이우스 아우렐리우스 코타가 정복한 리파라의 주화와 동일하다. 뒷면에는 이 승리에 대하여 열린 개선식을 묘사한다.

아우렐리우스 씨족(gens Aurelia)은 고대 로마의 플레브스 가문으로, 기원전 3세기부터 제정 시대 말까지 번성했다. 아우렐리우스 겐스 (씨족)로서 처음으로 집정관에 오른 것은 기원전 252년에 가이우스 아우렐리우스 코타 때였다. 그 시기부터 공화정이 무너질 때까지, 아우렐리우스 씨족은 초창기 황제들 재위 때 상대적으로 무명의 시기를 보내기 전, 여러 유명한 정치인들을 배출해냈다. 1세기 말에, 아우렐리우스 씨족의 한 일파가 자신들의 명성을 키워내, 파트리키 지위를 얻어냈고, 마침내는 황제 자리까지 차지했다. 마르쿠스 아우렐리우스 그리고 세베루스 왕조 출신들을 포함하여 출생 혹은 입양을 통하여 여러 황제들이 이 가문에 속하였다.
212년에, 카라칼라의 '안토니누스 칙령' (카라칼라의 정식 이름은 마르쿠스 아우렐리우스 안토니누스)은 로마 제국의 모든 자유민 거주자들에게 로마 시민권을 부여했고, 이 자유민들은 자신들의 후원자를 기념하며 '아우렐리우스'라는 노멘을 쓰게 되며, 이 성을 쓰는 엄청난 수의 새로운 시민들이 출현하는 결과가 일어났는데 이들 중에는 몇몇 황제들이 포함되었고 갈리에누스부터 디오클레티아누스부터 11명 중 7명은 '마르쿠스 아우렐리우스'라는 이름을 갖고 있었다(클라우디우스 고티쿠스, 퀸틸루스, 프로부스, 카루스, 카리누스, 누메리아누스, 막시미아누스). 로마제국 말에 이 성이 너무 흔해져서 'Aur.'로 축약되는 일을 겪었고, 단순히 이 이름을 지닌 자들과 아우렐리우스 씨족을 분간하는 것이 어렵게 되었다.

## 기원
'아우렐리우스'라는 노멘은 '금빛의, 황금의'를 뜻하는 라틴어 형용사와 보통 연관지어지며, 머리카락의 색에서 유래한 것으로 추정한다. 그렇지만, 페스투스는 아우렐리우스의 원래 형태가 '아우셀리우스'(Auselius)이고, 중간의 's'가 상대적으로 초기에 'r'로 바뀌었다고 기록하였다. 동일한 과정이 상고 시대의 노멘들인 '푸시아(Fusia), 누미시아(Numisia), 파피시아(Papisia), 발레시아(Valesia), 베투시아(Vetusia)'에서 발생했는데, 이 성들은 고전 라틴어에서 '푸리아(Furia), 누메리아(Numeria), 파피리아(Papiria), 발레리아(Valeria), 베투리아(Veturia)'가 됐다. 페스투스에 따르면, '아우셀리우스'는 태양을 뜻하는 사비니어에서 유래했다고 한다.

## 프라이노미나
아우렐리우스 씨족의 주요 가문들이 사용한 모든 프라이노미나는 로마 역사에서 흔한 것들이었다. 공화정 시기에는 주로 '가이우스, 루키우스, 마르쿠스, 푸블리우스'를 썼으며, 아우렐리우스 오레스티데스 일족은 '그나이우스'를 추가하였다. 제정 시대의 아우렐리우스 풀부스 일족은 '티투스, 마르쿠스, 루키우스'를 사용한 반면, 아우렐리우스 심마쿠스 일족은 '퀸투스와 루키우스'를 사용했다.

## 분가와 코그노미나

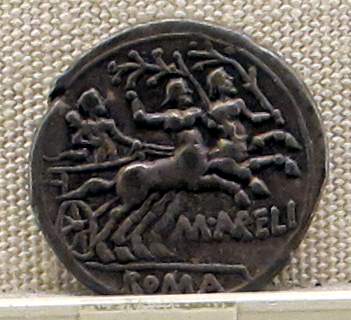
기원전 139년에 발행된 마르쿠스 아우렐리우스 코타의 데나리우스.

공화정 시기에는 '코타(Cotta, Cota), 오레스테스(Orestes), 스카우루스(Scaurus)' 등 코그노멘으로 구분되는 주요 아우렐리우스 일족들 세 개가 있었다. 코타와 스카우루스 등은 '루푸스'(Rufus)라는 네 번째 코그노멘과 함께 주화에서 모습을 보이나, 이 네 번째 코그노멘은 고대 저술가들 사이에서 등장하지 않는다. '페쿠니올라 (Pecuniola)를 포함해 일부 개인적인 코그노멘들이 발견되기도 하는데, 이는 제1차 포에니 전쟁 기간 아우렐리우스 씨족 중 가난한 이를 나타낸 것으로 추정한다.
공화정 시대 가장 오래되고 가장 저명한 아우렐리우스 씨족의 분가인 '코타' 일족의 성(姓)은 아마 곧추선 머리카락 혹은 제멋대로의 머리칼을 나타낸 것으로 보이지만 어원은 확실치 않고, 또 다른 설명안은 엉망이 된 혹은 '그슬린'을 뜻하는 라틴어 '코크타'(cocta)의 방언에서 유래했을 거로 본다. 기원전 139년에 주화 주조 담당자였던 마르쿠스 아우렐리우스 코타는 켄타우루스가 이끄는 쌍두전차(비가)를 타고 있는 헤르쿨레스가 새겨진, 흔치 않은 데나리우스를 발행했는데 아마 아우렐리우스 씨족과 관련된 어떤 신화적 사건을 암시할 것이지만, 이에 대한 정확한 상징성은 알려져 있지 않다. 아우렐리우스 코타 일족은 제1차 포에니 전쟁부터 티베리우스 시대까지 유력한 이들로, 그 이후로는 모습을 감췄다. 역사에서 등장한 이 일족의 마지막 인물에는 티베리우스의 친우이며 사치로 가문의 재산을 낭비한 마르쿠스 아우렐리우스 코타 막시무스 메살리누스 그리고 저명한 선조들의 걸맞게 가세를 유지하기 위해 네로에게서 급료를 받은 그의 아들이 있다. 코타 일족은 카이사르의 어머니인 아우렐리아 코타를 통해 율리우스 카이사르 그리고 아우구스투스와 연관이 있다.
아우렐리우스 스카우루스 일족은 상대적으로 작은 가문으로, 공화정 시기 마지막 두 세기 동안 번성했다. 이들의 성인 스카우루스는 사람의 신체적 특징에서 유래한 코그노멘을 지닌 평범한 계층으로, 부어오른 발목을 지닌 자를 의미한다.
공화정 말을 앞두고 대략 한 세기간 번성했던 가문인 오레스테스는 그리스식 명칭으로, 외국 기원으로 한 성 계층이었으며, 공화정 중기와 후기에 등장했다. 그리스 신화에서, 오레스테스는 아가멤논과 클리타임네스트라의 아들로, 어머니를 살해하며 아버지의 원수를 갚았고, 에리니에스의 판결에서 벗어난 뒤에 미케네의 왕이 되었다. 이 이름이 아우렐리우스의 분가의 명칭이 된 정황은 밝혀지지 않았으나, 그리스에서 어떤 영웅적 행위나 군사적 활동을 암시한 것일 거이다.
제정 시대에 두드러진 아우렐리우스 풀부스 일족은 본래 갈리아 나르보넨시스의 네마우수스 출신이었다. 풀부스 일족에서 처음으로 집정관에 오른 티투스 아우렐리우스 풀부스는 대략 서기 73년 혹은 74년에 파트리키가 되었다. 2세기에, 아우렐리우스 풀부스 일족은 로마 제국 그 자체가 되는데, 동명의 이 집정관의 손자인 티투스 아우렐리우스 풀부스가 하드리아누스의 후계자로 입양되어, 안토니누스 피우스 황제가 된 것었다. 그 이후의 황제들 대부분은 세베루스 왕조 때까지 이 씨족으로 태어나거나 입양되었다. 풀부스라는 성은 흔한 성씨로, 노란색, 황갈색 머리색깔을 나타낸다.

## 인물
이 목록은 축약된 '프라이노멘'을 포함하며, 자세한 내용은 로마식 작명법 참조

### 아우렐리우스 코타
- 가이우스 아우렐리우스 L. f. C. n. 코타 - 제1차 포에니 전쟁 기간인 기원전 252년과 248년에 집정관을 지냈으며, 시칠리아 전선에서 카르타고인들과 싸워, 히메라와 리파라를 차지하였고, 기원전 248년에는 개선식을 지냈다. 기원전 241년에는 감찰관을 지냈고, 231년에는 독재관 가이우스 두일리우스의 마기스테르 에퀴툼이 되었다.[16][17][18][19][20][21][22]
- 가이우스 아우렐리우스 C. f. L. n. Cotta - 기원전 216년 집정관 클라우디우스 마르켈루스의 군단장 중 한 명.[23][24][25][a]
- 마르쿠스 아우렐리우스 C. f. L. n. 코타 - 기원전 216년 평민 조영관. 제2차 포에니 전쟁 기간인 212년에, 푸테올리에서 집정관 아피우스 클라우디우스 풀케르 휘하로 활동했다. 203년에 '데켐비르 사크로룸'이 되었고, 다음 해에는 마케도니아의 필리포스 5세의 대사로 보내졌다. 201년에 사망했다.[26][27][25]
- 가이우스 아우렐리우스 C. f. C. n. 코타 - 기원전 202년에는 '프라이토르 우르바누스'이었고, 200년에는 집정관이 되어, 이탈리아의 갈리아족들을 상대로 전쟁을 수행했다. 법무관 루키우스 푸리우스 푸르푸레오가 적들을 격퇴시켰을 당시, 코타는 교외 지역을 약탈하느라 정신이 팔려 있었다.[28][29][30][31]
- 마르쿠스 아우렐리우스 M. f. C. n. 코타 - 안티오코스 3세와의 전쟁 중인 기원전 189년에 루키우스 코르넬리우스 스키피오 아시아티쿠스의 군단장으로 복무했다. 그는 안티오코스의 대사들과 동방의 다른 지역에서 온 대사들을 로마로 데려왔고, 원로원에는 보고서를 제출했다.[32][33][25]
- 루키우스 아우렐리우스 C. f. C. n. 코타 - 기원전 181년의 트리부누스 밀리툼으로, 섹스투스 율리우스 카이사르와 함께 리구레스족을 상대로 한 전쟁에서 세 개 군단의 지휘관 중 하나였다.[34][35]
- 루키우스 아우렐리우스 L. f. C. n. 코타 - 기원전 154년의 호민관으로, 채권자들을 피하기 위해 자신이 지닌 호민관으로서의 신성불가침 권한을 사용하려 했다. 기원전 144년 집정관을 지내던 때, 그는 자신에게 여러 범죄 행위들을 고발했던 스키피오 아이밀리아누스의 영향으로 비리아투스를 상대로 하는 지휘권을 거부당했다. 코타는 스키피오에 대해 앙심을 품었다는 혐의에서 무죄를 선고받았다.[36][37][38][39]
- 루키우스 아우렐리우스 L. f. L. n. 코타 - 기원전 119년의 집정관으로, 당시 호민관이던 가이우스 마리우스가 로마 민회에서 옵티마테스의 영향력을 줄이기 위한 법률을 제안하자 그를 고발하려 했었다. 마리우스는 코타를 체포하겠다고 협박했고, 원로원은 코타가 내놓은 계획을 철회했다.[40][41][42]
- 마르쿠스 아우렐리우스 (L. f. L. n.) 코타 - 기원전 139년의 트리움비르 모네탈리스이다. 기원전 105년에 집정관을 지낸 푸블리우스 루틸리우스 루푸스의 자매인 루틸리아와 혼인하여 마르쿠스, 가이우스, 루키우스 등 아들 셋을 가졌는데 이들 각각은 74년, 75년, 65년에 집정관이 되었다.[43][6]
- 아우렐리아 L. f. L. n. - 기원전 1세기 초 아시아 속주의 프로콘술인 가이우스 율리우스 카이사르의 아내이며, 독재관 카이사르의 어머니이다.
- 루키우스 아우렐리우스 (L. f. L. n.) 코타 - 기원전 105년의 트리움비르 모네탈리스이고 103년경의 호민관이었다. 그는 호민관 가이우스 노르바누스의 퀸투스 세르빌리우스 카이피오에 대한 소추를 막아보려 했으나 실패하고 말았다. 그는 어느 해에 법무관을 지냈는데 Broughton은 이 시기를 95년경으로 잡았다. 키케로는 그를 평범한 연설가로 묘사했는데, 루키우스는 스스로를 소박한 이라고 조심스럽게 전하였다.[44][45][1]
- 마르쿠스 아우렐리우스 M. f. L. n. 코타 - 기원전 74년의 집정관으로, 미트라다테스와의 전쟁에서 비티니아 지역을 얻어 냈다. 그는 패했고, 함대 전체를 잃고 말았으며, 이에 대해 그의 재무관 푸블리우스 오피우스를 비난했고 키케로는 그를 변호했다. 코타는 이후에 가이우스 피피리우스 카르보의 고발을 받아 속주에서 부당 취득 혐의로 유죄를 선고받았다.[46][47][48][49][50][51][52][53][54][55]
- 가이우스 아우렐리우스 M. f. L. n. 코타 - 키케로가 칭송했던, 뛰어난 연설가. 동맹시 전쟁 기간, 그는 동맹시들의 명분을 지지하였고, 이에 따라 기원전 82년까지 추방을 당했었다. 기원전 75년에 집정관이었던 그는 옵티마테스의 분노를 일으킨, 술라의 가장 부담이 따르는 법안 중 하나를 되돌리려 했다. 그는 갈리아의 프로콘술로서 성과에 대한 개선식을 부여받았으나, 식이 열리기 전 오랜 부상으로 사망하고 말았다.[56][57][58][59]
- 루키우스 아우렐리우스 M. f. L. n. 코타 - 기원전 70년에 법무관으로서 심판인단법을 통과시켜, 심판인단으로 활동할 수 있는 사람들의 계층을 늘렸다. 전임 집정관들이 선거에 대한 '암비투스'로 고발을 당하면서 65년에 집정관이 되어, 제1차 카탈리나 모반 사건의 타깃이 되었다. 그는 64년에 감찰관이었으나, 호민관들이 사임하도록 강요하였다. 그는 키케로와 카이사르 모두의 협력자였다.[60][61][62][63][64][65][66][67]
- 마르쿠스 아우렐리우스 M. f. M. n. 코타 - 기원전 74년의 집정관의 아들이며, 토가 비릴리스를 거친 채, 아버지를 기소했던 카르보를 아버지가 유죄 판결을 받았던 똑같은 혐의인 속주 내 부당 갈취로 기소하며 복수를 해냈다. 동일 인물로 추정하는, 49년에 사르데냐의 프로프라이토르로 있던 코타라는 성을 가진 이가 카이사르의 군단장 퀸투스 발레리우스 오르카가 도달하기 앞서 아프리카로 달아났다.[68][69][70]
- 마르쿠스 아우렐리우스 M. f. M. n. 코타 - 프로프라이토르인 마르쿠스의 아들로 추정하며, 마르쿠스 발레리우스 메살라 코르비누스의 아들을 입양하여 '마르쿠스 아우렐리우스 코타 막시무스 메살리누스'라는 이름을 내려주었다.
- 마르쿠스 아우렐리우스 M. f. M. n. 코타 막시무스 메살리누스 - 마르쿠스 발레리우스 메살라 코르비누스의 아들로, 아우렐리우스 씨족으로 입양되었다. 그는 서기 20년의 집정관이었으며, 티베리우스 황제와 가까운 친우였다. 그는 호전성과 잔인함으로 유명했고, 다수의 주요 원로원 의원들이 역모죄 혐의로 그를 고발하게끔 야기하였다. 그러나 황제는 장문의 공식 서한으로 원로원에 그를 옹호했으며, 이에 따라 메살리누스는 무죄를 선고받았다. 그는 오비디우스의 후원자이기도 했다.[71][72][73][74]
- 아우렐리우스 M. f. M. n. 코타 - 서기 58년에 네로 황제에게 연간 급여 지급을 받은 귀족으로, 방탕하게 가문의 재산을 탕진했기 때문이었다. 그는 마르쿠스 아우렐리우스 코타 막시무스 메살리누스의 아들로 의심의 여지 없이 받아들여지고 있다.[75]

### 아우렐리우스 스카우루스
- 가이우스 아우렐리우스 스카우루스 - 기원전 186년의 법무관으로, 사르디니아 속주를 담당했다.[76][77]
- 마르쿠스 아우렐리우스 M. f. 스카우루스 - 기원전 118년의 트리움비르 모네탈리스이며, 기원전 108년의 집정관과 동일 인물로 추정.[78]
- 마르쿠스 아우렐리우스 스카우루스[b] - 기원전 108년의 보좌 집정관이다. 105년에는 갈리아 지역의 군단장으로, 아라우시오 전투에서 킴브리족에 패하여 포로로 붙잡혔다. 스카우루스는 킴브리족에 로마를 이길 희망을 품지말라 경고하자, 이들의 족장 보이오릭스에게 죽임을 당했다.[79][80][81][82]
- 마르쿠스 아우렐리우스 (M. f.) 스카우루스 - 베레스에 대한 키케로의 연설에서 언급된 재무관.[83]

### 아우렐리우스 오레스티데스
- 루키우스 아우렐리우스 L. f. L. n. 오레스테스 - 기원전 157년의 집정관.[21][84][85]
- 루키우스 아우렐리우스 L. f. L. n. 오레스테스 - 기원전 126년의 집정관으로, 사르디니아인들을 정벌하러 파견되어, 122년에 이에 대한 개선식이 열렸다. 가이우스 그라쿠스 그리고 마르쿠스 아우렐리우스 스카우루스가 그의 지휘 하에서 복무했다. 오레스테스와 그의 형제 가이우스는 키케로가 지나가는 말로 언급한 연설가들이었다.[86][87][88][89][21][90]
- 가이우스 아우렐리우스 L. f. L. n. 오레스테스 - 루키우스의 형제로, 키케로가 잠시 언급한 연설가들 중 한 명이었다.[88]
- 루키우스 아우렐리우스 L. f. L. n. 오레스테스 - 가이우스 마리우스를 동료 집정관으로 둔 기원전 103년의 집정관이었다. 오레스테스는 임기 중에 사망했다.[21][91][92]
- 그나이우스 아우렐리우스 오레스테스 - 기원전 77년의 '프라이토르 우르바누스'로, 집정관 마메르쿠스 아이밀리우스 레피두스를 의식한 결정문을 내렸다. 레피두스는 이 결정문을 버텨내며, 오레스테스의 결정문을 무효화시켰다. Broughton은 기원전 71년의 집정관을 그와 동일 인물로 보았다.[93][94]
- 그나이우스 아우렐리우스 Cn. f. 오레스테스 - 역사가 그나이우스 아우피디우스가 입양한 인물로, 그나이우스 아우피디우스 오레스테스라는 이름을 갖게 됐다. 호민관 선출에서 패한 뒤, 그는 기원전 71년에 집정관 자리에 오르는 데는 성공했다. 하지만 키케로는 그의 선출이 그가 사람들에게 뿌린 사치스러운 선물 때문에 그런 것이라 보았다.[95][96][97]
- 아우렐리아 오레스틸라 - 카탈리나의 둘째 부인으로, 소문에 의하면 카탈리나는 결혼에 대한 그녀의 반대를 넘어서기 위해 그의 다 큰 아들을 죽였다고 한다. 키케로의 소식통 마르쿠스 카일리우스 루푸스에 따르면, 아우렐리아의 딸이 퀸투스 코르니피키우스와 약혼한 사이었다고 한다.[98][99][100]

### 아우렐리우스 풀부스
- 티투스 아우렐리우스 풀부스 - 안토니누스 피우스 황제의 조부로, 네로 재위기 갈리카 제3군단의 군단장이었으며, 그 후에는 베스파시아누스의 지지자로, 그의 재위 기간인 서기 71년에 보좌 집정관을 그리고 75년부터 78년까지 히스파니아 키테리오르의 총독을 지냈다. 그는 85년에 도미티아누스 황제를 동료 집정관으로 두며, 두 번째 집정관직을 지냈다. 어느 시기에는 '프라이펙투스 우르비'이기도 했다.[101][102][103][14]
- 티투스 아우렐리우스 T. f. 풀부스 - 안토니누스 피우스의 아버지로, 서기 89년 1-4월까지 집정관을 지냈다.[104][105]
- 티투스 아우렐리우스 T. f. T. n. 풀부스 - 시간이 흐르고는 티투스 아우렐리우스 풀부스 보이오니우스 아리우스 안토니누스 피우스라는 이름을 사용했으며, 서기 138년부터 161년까지 로마 황제이다. 서기 120년에는 집정관을 지냈고, 그 뒤에는 아시아의 프로콘술로서 이름을 날렸으며, 하드리아누스가 사망하기 바로 직전 그에게 입양되었다.[106][107]
- 마르쿠스 아우렐리우스 T. f. T. n. 풀부스 안토니누스 - 안토니누스 피우스의 아들로, 하드리아누스가 안토니누스를 입양했을 당시에 그가 살아있는 아들이 없었기에, 서기 138년 이전에 사망했을 것이 틀림없다.[108][107]
- 마르쿠스 갈레리우스 아우렐리우스 T. f. T. n. 안토니누스 - 안토니누스 피우스의 또 다른 아들로, 서기 138년 이전에 사망했음이 분명하다.[108][107]
- 아우렐리아 T. f. T. n. 파딜라 - 안토니누스 피우스의 딸이자, 루키우스 아일리우스 라미아 실바누스의 아내로, 아버지가 아시아 총독으로 임명된 지 얼마 안 되어 사망했다.[107]
- 안나 갈레리아 T. f. T. n. 파우스티나 - 안토니누스 피우스의 또 다른 딸로, 친척인 마르쿠스 아우렐리우스와 혼인하여, 서기 161년부터 그녀가 사망한 시기인 대략 175년경까지 황후를 지냈다. 그녀는 사치와 정치 공작으로 유명했으며, 이에 대해 황제는 받아주거나 최소한 참은 것으로 보인다.[109][110][111][112]
- 마르쿠스 아우렐리우스 안토니누스 - 마르쿠스 안니우스 베루스라는 이름으로 태어난 안토니누스 피우스의 조카로, 그에 의해서 서기 138년에 하드리아누스의 계획에 따라 입양되어, 안토니누스의 뒤를 이어 161년부터 180년까지 황제로 있었다.[113][114][115]
- 루키우스 아우렐리우스 베루스 - 루키우스 케이오니우스 콤모두스로 태어나, 서기 138년에 하드리아누스의 안토니누스 피우스 입양에 따라 그도 안토니누스에게 입양되었다. 그는 161년에 마르쿠스 아우렐리우스와 같이 황제로 지목되었고, 169년에 사망할 때까지 재위했다.[116][117][118][119]
- 안니아 아우렐리아 M. f. 갈레리아 루킬라 - 마르쿠스 아우렐리우스의 딸로, 루키우스 베루스와 혼인했다. 베루스가 젊은 나이에 죽자, 루킬라가 그를 독살했다는 소문이 돌기도 했다. 두 번째 남편은 티베리우스 클라우디우스 폼페이아누스로, 그녀는 자신보다 하급 계층이었기에 그를 경멸했다. 그녀는 동생인 콤모두스 황제를 상대로 벌어진 모반 사건에 가담했으나, 들통나 카프레아이로 추방당하여 서기 183년경에 사형에 처하고 만다.[120][121][122][123]
- 안니아 갈레리아 M. f. 아우렐리아 파우스티나 - 마르쿠스 아우렐리우스의 딸이자, 서기 167년에 집정관을 지낸 그나이우스 클라우디우스 세베루스의 아내이다. 이들 사이에서 태어난 티베리우스 클라우디우스 세베루스 프로쿨루스는 200년의 집정관이었다.[124]
- 티투스 아일리우스 아우렐리우스 M. f. - 마르쿠스 아우렐리우스의 아들로, 어린 나이에 죽은 것으로 추정한다.[115]
- 티투스 아우렐리우스 M. f. 풀부스 안토니누스 게미누스 - 마르쿠스 아우렐리우스의 아들이자 콤모두스의 쌍둥이 형제로, 서기 165년경인 4살 때 사망했다.[115]
- 도미티아 M. f. 파우스티나 - 마르쿠스 아우렐리우스의 딸로, 어린 나이에 죽었을 것이다.[125]
- 루키우스 아우렐리우스 M. f. 콤모두스 안토니누스 - 마르쿠스 아우렐리우스의 아들로, 서기 177년부터 192년까지 황제로 있었다. 촉망받는 초반 시기를 보낸 뒤, 사치스럽고, 방탕하며 폭군적인 모습을 보였다. 결국 192년 말에 암살당하고 말았다.[126][127][120][128]
- 안니아 아우렐리아 M. f. 파딜라 - 마르쿠스 아우렐리우스의 딸로, 마르쿠스 페두카이우스 플라우티우스 퀸틸루스와 혼인했다.[129][130]
- 비비아 아우렐리아 M. f. 사비나 - 마르쿠스 아우렐리우스의 딸로, 루키우스 안티스티우스 부루스와 혼인했다.[115]

### 아우렐리우스 갈루스
- 루키우스 아우렐리우스 갈루스 - 서기 128년과 133년 사이 어느 해의 보좌 집정관.[131]
- 루키우스 아우렐리우스 갈루스 - 서기 146년 'suffectus Ex. Kal. Jul.' 집정관.[73]
- 루키우스 아우렐리우스 갈루스 - 서기 174년 집정관.[132]
- 루키우스 아우렐리우스 갈루스 - 서기 198년 집정관
- 루키우스 아우렐리우스 갈루스 - 서기 201년에서 204년경까지의 모이시아 인페리오르의 총독.[133]

### 아우렐리우스 심마쿠스
- 아우렐리우스 발레리우스 심마쿠스 툴리아누스 - 서기 330년 집정관.
- 루키우스 아우렐리우스 아비아니우스 심마쿠스 '시그노' 포스포리우스 - 서기 364년의 '프라이펙투스 우르비'로, 377년에는 집정관으로 임명되었다. 뛰어난 외교관이었던 그는 원로원 의원 중 가장 존경받는 이들 중 하나이었다.[134][135]
- 퀸투스 아우렐리우스 L. f. 심마쿠스 '시그노' 에우세비우스 - 4세기 후반 가장 존경받는 학자이자 수사학자 중 한 명이며, 로마의 다신교 전통에 대한 열성적 옹호자였다. 서기 384년에는 '프라이펙투스 우르비'를 그리고 391년에는 집정관을 지냈다.[136][137][138]
- 퀸투스 파비우스 Q. f. L. n. 멤미우스 심마쿠스 - 서기 415년에 아프리카의 프로콘술을 맡기 앞서 재무관, 법무관 등 여러 고위직을 지냈다. 그는 서기 418년에는 '프라이펙투스 우르비'였다.[139]
- 퀸투스 아우렐리우스 (Q. f. Q. n.) 심마쿠스 - 서기 446년에 플라비우스 아이티우스와 같이 집정관으로 있었다.
- 퀸투스 아우렐리우스 Q. f. (Q. n.) 멤미우스 심마쿠스 - 서기 485년의 집정관 그리고 '프라이펙투스 우르비'를 지냈고, 보이티우스의 장인이었다.

### 그 외
- 푸블리우스 아우렐리우스 페쿠니올라 - 집정관 가이우스 아우렐리우스 코타의 친지로, 친척 지휘 하에서 기원전 252년에 벌어진 리파라 공성전 당시 참전했다. 그의 태만으로 인해서, 그의 주둔지가 불에 휩싸였고 거의 함락당할 뻔했다. 처벌로서, 페쿠니올라는 채찍을 맞았고 군단병 계급으로 강등당했다.[140]
- 루키우스 아우렐리우스 - 기원전 196년의 법무관.[141][142]
- 아우렐리우스 오필리우스 - 철학자, 수사학자, 문법학자가 된 해방 노예이며, 푸블리우스 루틸리우스 루푸스의 친구로, 루푸스가 기원전 92년경에 스미르나로 망명했을 때 동행했다.[143]
- 아우렐리우스 코르넬리우스 켈수스 - 외과의사이며, 아마 아우렐리우스보다는 아울루스라 불렸을 것이다. 아우구스투스 시기 혹은 1세기 중엽 말에 살았을 것이다. 그는 의학에 대해 과학적 접근법을 접목했고, 8권으로 구성된 그의 치료서인 'De Medicina'는 현재까지 남아있다.[144][145][146]
- 루키우스 아우렐리우스 프리스쿠스 - 서기 67년의 보좌 집정관.[147][148]
- 퀸투스 아우렐리우스 팍투메이우스 프론토 - 서기 80년의 보좌 집정관으로, 3월에 임기를 시작해, 두 달간 수행했다.[149][150]
- 티투스 아우렐리우스 퀴에투스 - 서기 82년의 보좌 집정관이다. 9월에 활동했며, 아마 그 해 말까지 했을 것이다.[151]
- 아우렐리아 메살리나 - 케이오니우스 포스투미우스의 아내이자 클로디우스 알비누스의 어머니이다.[152]
- 아우렐리우스 - 외과의사로, 갈레누스가 인용한 처방전의 저자 중 한 명이다.[153]
- 마르쿠스 아우렐리우스 베리아누스 - 188년의 로마령 속주의 총독이다.[154]
- 마르쿠스 아우렐리우스 클레안데르 - 콤모두스의 해방노예로, 콤모두스가 왕실 유지 업무를 맡겼던 이이며, 그 다음에는 제국의 업무 역시도 맡겼다. 그는 매관매직을 하며 부유해졌지만, 서기 190년의 곡물 부족 사태가 벌어지자 당시에 프라이펙투스 안노나이는 그에 대한 폭동을 선동했다. 황제는 총애하던 이를 지킬 어떤 노력도 하지않았고, 분노한 군중들에 죽게 내버려두었다.[155][156][157]
- 퀸투스 아우렐리우스 폴루스 테렌티아누스 - 193년의 다키아 총독.
- 루키우스 아우렐리우스 콤모두스 폼페이아누스 - 서기 209년의 총독.
- 마르쿠스 아우렐리우스 세바스테누스 - 서기 215년부터 217년까지의 마우레타니아 팅기타나의 기사 계급 출신 총독이다.[158]
- 아우렐리우스 필리푸스 - 세베루스 알렉산데르의 가정 교사로, 이후에 황제의 전기를 썼다.[159]
- 루키우스 율리우스 아우렐리우스 셉티미우스 바발라투스 아테노도루스 - 팔미라 제국의 황제.
- 마르쿠스 아우렐리우스 올림피우스 네메시아누스 - 카루스 황제 시기의 존경받는 시인이자, 현재는 대부분이 소실된 개사냥에 관한 논문인 'Cynegetica'의 저자이다. 다른 작품의 일부 내용들이 남아 있다.[160]
- 아우렐리우스 아르카디우스 카리시우스 - 법학자로, 4세기 동안 활동했을 것으로 본다.[161]
- 섹스투스 아우렐리우스 빅토르 - 4세기의 라틴어 역사가이며, 몇몇 중요한 역사서 및 전기집의 저자이다. 그는 율리아누스 황제 때 판노니아 세쿤다 속주의 총독을 지냈으며, 테오도시우스 1세 재위 기간인 서기 389년 로마의 프라이펙투스이었다.[162][163]
- 아우렐리우스 클레멘스 프루덴티우스 - 4세기 말과 5세기 초의 법학자, 시인, 기독교 철학자.[164]
- 아우렐리우스 오네시무스 - 일리코룸 제1군단의 군단병.[165]

## 아우렐리우스 코타의 가계도
Münzer 그리고 Badian이 편집한 가계도.
| Red |

| Orange |

| Yellow |

| Green |

|  |  |                                |                                |                                |                                |                                |                                |  |  |                               |                               |                               |                               |                                                  |                                                  |                                                  |                                                  |                                                  |                                                  | C. 아우렐리우스                                            |                               |                                    |                                    |                                    |                                    |                                    |                                    |                                   |                                   |                                   |                                   |          |          |                                                     |                                |                                |                                |                                |                                |  |  |                                        |                                        |                                        |                                        |                                        |                                        |  |  |
|  |  |                                |                                |                                |                                |                                |                                |  |  |                               |                               |                               |                               |                                                  |                                                  |                                                  |                                                  |                                                  |                                                  |                                                            |                               |                                    |                                    |                                    |                                    |                                    |                                    |                                   |                                   |                                   |                                   |          |          |                                                     |                                |                                |                                |                                |                                |  |  |                                        |                                        |                                        |                                        |                                        |                                        |  |  |
|  |  |                                |                                |                                |                                |                                |                                |  |  |                               |                               |                               |                               |                                                  |                                                  |                                                  |                                                  |                                                  |                                                  | L. 아우렐리우스                                            |                               |                                    |                                    |                                    |                                    |                                    |                                    |                                   |                                   |                                   |                                   |          |          |                                                     |                                |                                |                                |                                |                                |  |  |                                        |                                        |                                        |                                        |                                        |                                        |  |  |
|  |  |                                |                                |                                |                                |                                |                                |  |  |                               |                               |                               |                               |                                                  |                                                  |                                                  |                                                  |                                                  |                                                  |                                                            |                               |                                    |                                    |                                    |                                    |                                    |                                    |                                   |                                   |                                   |                                   |          |          |                                                     |                                |                                |                                |                                |                                |  |  |                                        |                                        |                                        |                                        |                                        |                                        |  |  |
|  |  |                                |                                |                                |                                |                                |                                |  |  |                               |                               |                               |                               |                                                  |                                                  |                                                  |                                                  |                                                  |                                                  | C. 아우렐리우스 코타 cos. 252, 248 cens. 241; mag. eq. 231 |                               |                                    |                                    |                                    |                                    |                                    |                                    |                                   |                                   |                                   |                                   |          |          |                                                     |                                |                                |                                |                                |                                |  |  |                                        |                                        |                                        |                                        |                                        |                                        |  |  |
|  |  |                                |                                |                                |                                |                                |                                |  |  |                               |                               |                               |                               |                                                  |                                                  |                                                  |                                                  |                                                  |                                                  |                                                            |                               |                                    |                                    |                                    |                                    |                                    |                                    |                                   |                                   |                                   |                                   |          |          |                                                     |                                |                                |                                |                                |                                |  |  |                                        |                                        |                                        |                                        |                                        |                                        |  |  |
|  |  |                                |                                |                                |                                |                                |                                |  |  |                               |                               |                               |                               |                                                  |                                                  |                                                  |                                                  |                                                  |                                                  |                                                            |                               |                                    |                                    |                                    |                                    |                                    |                                    |                                   |                                   |                                   |                                   |          |          |                                                     |                                |                                |                                |                                |                                |  |  |                                        |                                        |                                        |                                        |                                        |                                        |  |  |
|  |  |                                |                                |                                |                                |                                |                                |  |  |                               |                               |                               |                               |                                                  |                                                  | C. 아우렐리우스 코타 leg. 216                    | C. 아우렐리우스 코타 leg. 216                    | C. 아우렐리우스 코타 leg. 216                    | C. 아우렐리우스 코타 leg. 216                    | C. 아우렐리우스 코타 leg. 216                              | C. 아우렐리우스 코타 leg. 216 |                                    |                                    |                                    |                                    | M. 아우렐리우스 코타 aed. pl. 216  | M. 아우렐리우스 코타 aed. pl. 216  | M. 아우렐리우스 코타 aed. pl. 216 | M. 아우렐리우스 코타 aed. pl. 216 | M. 아우렐리우스 코타 aed. pl. 216 | M. 아우렐리우스 코타 aed. pl. 216 |          |          |                                                     |                                |                                |                                |                                |                                |  |  |                                        |                                        |                                        |                                        |                                        |                                        |  |  |
|  |  |                                |                                |                                |                                |                                |                                |  |  |                               |                               |                               |                               |                                                  |                                                  | C. 아우렐리우스 코타 leg. 216                    | C. 아우렐리우스 코타 leg. 216                    | C. 아우렐리우스 코타 leg. 216                    | C. 아우렐리우스 코타 leg. 216                    | C. 아우렐리우스 코타 leg. 216                              | C. 아우렐리우스 코타 leg. 216 |                                    |                                    |                                    |                                    | M. 아우렐리우스 코타 aed. pl. 216  | M. 아우렐리우스 코타 aed. pl. 216  | M. 아우렐리우스 코타 aed. pl. 216 | M. 아우렐리우스 코타 aed. pl. 216 | M. 아우렐리우스 코타 aed. pl. 216 | M. 아우렐리우스 코타 aed. pl. 216 |          |          |                                                     |                                |                                |                                |                                |                                |  |  |                                        |                                        |                                        |                                        |                                        |                                        |  |  |
|  |  |                                |                                |                                |                                |                                |                                |  |  |                               |                               |                               |                               |                                                  |                                                  | C. 아우렐리우스 코타 cos. 200                    | C. 아우렐리우스 코타 cos. 200                    | C. 아우렐리우스 코타 cos. 200                    | C. 아우렐리우스 코타 cos. 200                    | C. 아우렐리우스 코타 cos. 200                              | C. 아우렐리우스 코타 cos. 200 |                                    |                                    |                                    |                                    | M. 아우렐리우스 코타 leg. 189      | M. 아우렐리우스 코타 leg. 189      | M. 아우렐리우스 코타 leg. 189     | M. 아우렐리우스 코타 leg. 189     | M. 아우렐리우스 코타 leg. 189     | M. 아우렐리우스 코타 leg. 189     |          |          |                                                     |                                |                                |                                |                                |                                |  |  |                                        |                                        |                                        |                                        |                                        |                                        |  |  |
|  |  |                                |                                |                                |                                |                                |                                |  |  |                               |                               |                               |                               |                                                  |                                                  | C. 아우렐리우스 코타 cos. 200                    | C. 아우렐리우스 코타 cos. 200                    | C. 아우렐리우스 코타 cos. 200                    | C. 아우렐리우스 코타 cos. 200                    | C. 아우렐리우스 코타 cos. 200                              | C. 아우렐리우스 코타 cos. 200 |                                    |                                    |                                    |                                    | M. 아우렐리우스 코타 leg. 189      | M. 아우렐리우스 코타 leg. 189      | M. 아우렐리우스 코타 leg. 189     | M. 아우렐리우스 코타 leg. 189     | M. 아우렐리우스 코타 leg. 189     | M. 아우렐리우스 코타 leg. 189     |          |          |                                                     |                                |                                |                                |                                |                                |  |  |                                        |                                        |                                        |                                        |                                        |                                        |  |  |
|  |  |                                |                                |                                |                                |                                |                                |  |  |                               |                               |                               |                               |                                                  |                                                  | L. 아우렐리우스 코타 trib. mil. 181              |                                                  |                                                  |                                                  |                                                            |                               |                                    |                                    |                                    |                                    |                                    |                                    |                                   |                                   |                                   |                                   |          |          |                                                     |                                |                                |                                |                                |                                |  |  |                                        |                                        |                                        |                                        |                                        |                                        |  |  |
|  |  |                                |                                |                                |                                |                                |                                |  |  |                               |                               |                               |                               |                                                  |                                                  |                                                  |                                                  |                                                  |                                                  |                                                            |                               |                                    |                                    |                                    |                                    |                                    |                                    |                                   |                                   |                                   |                                   |          |          |                                                     |                                |                                |                                |                                |                                |  |  |                                        |                                        |                                        |                                        |                                        |                                        |  |  |
|  |  |                                |                                |                                |                                |                                |                                |  |  |                               |                               |                               |                               |                                                  |                                                  | L. 아우렐리우스 코타 cos. 144                    |                                                  |                                                  |                                                  |                                                            |                               |                                    |                                    |                                    |                                    |                                    |                                    |                                   |                                   |                                   |                                   |          |          |                                                     |                                |                                |                                |                                |                                |  |  |                                        |                                        |                                        |                                        |                                        |                                        |  |  |
|  |  |                                |                                |                                |                                |                                |                                |  |  |                               |                               |                               |                               |                                                  |                                                  |                                                  |                                                  |                                                  |                                                  |                                                            |                               |                                    |                                    |                                    |                                    |                                    |                                    |                                   |                                   |                                   |                                   |          |          |                                                     |                                |                                |                                |                                |                                |  |  |                                        |                                        |                                        |                                        |                                        |                                        |  |  |
|  |  |                                |                                |                                |                                |                                |                                |  |  |                               |                               |                               |                               |                                                  |                                                  |                                                  |                                                  |                                                  |                                                  |                                                            |                               |                                    |                                    |                                    |                                    |                                    |                                    |                                   |                                   |                                   |                                   |          |          |                                                     |                                |                                |                                |                                |                                |  |  |                                        |                                        |                                        |                                        |                                        |                                        |  |  |
|  |  |                                |                                |                                |                                |                                |                                |  |  | L. 아우렐리우스 코타 cos. 119 | L. 아우렐리우스 코타 cos. 119 | L. 아우렐리우스 코타 cos. 119 | L. 아우렐리우스 코타 cos. 119 | L. 아우렐리우스 코타 cos. 119                    | L. 아우렐리우스 코타 cos. 119                    |                                                  |                                                  |                                                  |                                                  |                                                            |                               | M. 아우렐리우스 코타 tri. mon. 139 | M. 아우렐리우스 코타 tri. mon. 139 | M. 아우렐리우스 코타 tri. mon. 139 | M. 아우렐리우스 코타 tri. mon. 139 | M. 아우렐리우스 코타 tri. mon. 139 | M. 아우렐리우스 코타 tri. mon. 139 |                                   |                                   | 루틸리아                          | 루틸리아                          | 루틸리아 | 루틸리아 | 루틸리아                                            | 루틸리아                       |                                |                                |                                |                                |  |  |                                        |                                        |                                        |                                        |                                        |                                        |  |  |
|  |  |                                |                                |                                |                                |                                |                                |  |  | L. 아우렐리우스 코타 cos. 119 | L. 아우렐리우스 코타 cos. 119 | L. 아우렐리우스 코타 cos. 119 | L. 아우렐리우스 코타 cos. 119 | L. 아우렐리우스 코타 cos. 119                    | L. 아우렐리우스 코타 cos. 119                    |                                                  |                                                  |                                                  |                                                  |                                                            |                               | M. 아우렐리우스 코타 tri. mon. 139 | M. 아우렐리우스 코타 tri. mon. 139 | M. 아우렐리우스 코타 tri. mon. 139 | M. 아우렐리우스 코타 tri. mon. 139 | M. 아우렐리우스 코타 tri. mon. 139 | M. 아우렐리우스 코타 tri. mon. 139 |                                   |                                   | 루틸리아                          | 루틸리아                          | 루틸리아 | 루틸리아 | 루틸리아                                            | 루틸리아                       |                                |                                |                                |                                |  |  |                                        |                                        |                                        |                                        |                                        |                                        |  |  |
|  |  |                                |                                |                                |                                |                                |                                |  |  |                               |                               |                               |                               |                                                  |                                                  |                                                  |                                                  |                                                  |                                                  |                                                            |                               |                                    |                                    |                                    |                                    |                                    |                                    |                                   |                                   |                                   |                                   |          |          |                                                     |                                |                                |                                |                                |                                |  |  |                                        |                                        |                                        |                                        |                                        |                                        |  |  |
|  |  |                                |                                |                                |                                |                                |                                |  |  |                               |                               |                               |                               |                                                  |                                                  |                                                  |                                                  |                                                  |                                                  |                                                            |                               |                                    |                                    |                                    |                                    |                                    |                                    |                                   |                                   |                                   |                                   |          |          |                                                     |                                |                                |                                |                                |                                |  |  |                                        |                                        |                                        |                                        |                                        |                                        |  |  |
|  |  | L. 아우렐리우스 코타 pr. c. 90 | L. 아우렐리우스 코타 pr. c. 90 | L. 아우렐리우스 코타 pr. c. 90 | L. 아우렐리우스 코타 pr. c. 90 | L. 아우렐리우스 코타 pr. c. 90 | L. 아우렐리우스 코타 pr. c. 90 |  |  | 아우렐리아                    | 아우렐리아                    | 아우렐리아                    | 아우렐리아                    | 아우렐리아                                       | 아우렐리아                                       |                                                  |                                                  | C. 율리우스 카이사르 pr. c.92                    | C. 율리우스 카이사르 pr. c.92                    | C. 율리우스 카이사르 pr. c.92                              | C. 율리우스 카이사르 pr. c.92 | C. 율리우스 카이사르 pr. c.92      | C. 율리우스 카이사르 pr. c.92      |                                    |                                    | C. 아우렐리우스 코타 cos. 75       | C. 아우렐리우스 코타 cos. 75       | C. 아우렐리우스 코타 cos. 75      | C. 아우렐리우스 코타 cos. 75      | C. 아우렐리우스 코타 cos. 75      | C. 아우렐리우스 코타 cos. 75      |          |          | M. 아우렐리우스 코타 cos. 74                        | M. 아우렐리우스 코타 cos. 74   | M. 아우렐리우스 코타 cos. 74   | M. 아우렐리우스 코타 cos. 74   | M. 아우렐리우스 코타 cos. 74   | M. 아우렐리우스 코타 cos. 74   |  |  | L. 아우렐리우스 코타 cos. 65, cens. 64 | L. 아우렐리우스 코타 cos. 65, cens. 64 | L. 아우렐리우스 코타 cos. 65, cens. 64 | L. 아우렐리우스 코타 cos. 65, cens. 64 | L. 아우렐리우스 코타 cos. 65, cens. 64 | L. 아우렐리우스 코타 cos. 65, cens. 64 |  |  |
|  |  | L. 아우렐리우스 코타 pr. c. 90 | L. 아우렐리우스 코타 pr. c. 90 | L. 아우렐리우스 코타 pr. c. 90 | L. 아우렐리우스 코타 pr. c. 90 | L. 아우렐리우스 코타 pr. c. 90 | L. 아우렐리우스 코타 pr. c. 90 |  |  | 아우렐리아                    | 아우렐리아                    | 아우렐리아                    | 아우렐리아                    | 아우렐리아                                       | 아우렐리아                                       |                                                  |                                                  | C. 율리우스 카이사르 pr. c.92                    | C. 율리우스 카이사르 pr. c.92                    | C. 율리우스 카이사르 pr. c.92                              | C. 율리우스 카이사르 pr. c.92 | C. 율리우스 카이사르 pr. c.92      | C. 율리우스 카이사르 pr. c.92      |                                    |                                    | C. 아우렐리우스 코타 cos. 75       | C. 아우렐리우스 코타 cos. 75       | C. 아우렐리우스 코타 cos. 75      | C. 아우렐리우스 코타 cos. 75      | C. 아우렐리우스 코타 cos. 75      | C. 아우렐리우스 코타 cos. 75      |          |          | M. 아우렐리우스 코타 cos. 74                        | M. 아우렐리우스 코타 cos. 74   | M. 아우렐리우스 코타 cos. 74   | M. 아우렐리우스 코타 cos. 74   | M. 아우렐리우스 코타 cos. 74   | M. 아우렐리우스 코타 cos. 74   |  |  | L. 아우렐리우스 코타 cos. 65, cens. 64 | L. 아우렐리우스 코타 cos. 65, cens. 64 | L. 아우렐리우스 코타 cos. 65, cens. 64 | L. 아우렐리우스 코타 cos. 65, cens. 64 | L. 아우렐리우스 코타 cos. 65, cens. 64 | L. 아우렐리우스 코타 cos. 65, cens. 64 |  |  |
|  |  |                                |                                |                                |                                |                                |                                |  |  |                               |                               |                               |                               |                                                  |                                                  |                                                  |                                                  |                                                  |                                                  |                                                            |                               |                                    |                                    |                                    |                                    |                                    |                                    |                                   |                                   |                                   |                                   |          |          |                                                     |                                |                                |                                |                                |                                |  |  |                                        |                                        |                                        |                                        |                                        |                                        |  |  |
|  |  |                                |                                |                                |                                |                                |                                |  |  |                               |                               |                               |                               | 율리우스 카이사르 cos. 59, 48, 46–44 dict. 49–44 | 율리우스 카이사르 cos. 59, 48, 46–44 dict. 49–44 | 율리우스 카이사르 cos. 59, 48, 46–44 dict. 49–44 | 율리우스 카이사르 cos. 59, 48, 46–44 dict. 49–44 | 율리우스 카이사르 cos. 59, 48, 46–44 dict. 49–44 | 율리우스 카이사르 cos. 59, 48, 46–44 dict. 49–44 |                                                            |                               |                                    |                                    |                                    |                                    |                                    |                                    |                                   |                                   |                                   |                                   |          |          | M. 아우렐리우스 코타 propr. 49                      | M. 아우렐리우스 코타 propr. 49 | M. 아우렐리우스 코타 propr. 49 | M. 아우렐리우스 코타 propr. 49 | M. 아우렐리우스 코타 propr. 49 | M. 아우렐리우스 코타 propr. 49 |  |  |                                        |                                        |                                        |                                        |                                        |                                        |  |  |
|  |  |                                |                                |                                |                                |                                |                                |  |  |                               |                               |                               |                               | 율리우스 카이사르 cos. 59, 48, 46–44 dict. 49–44 | 율리우스 카이사르 cos. 59, 48, 46–44 dict. 49–44 | 율리우스 카이사르 cos. 59, 48, 46–44 dict. 49–44 | 율리우스 카이사르 cos. 59, 48, 46–44 dict. 49–44 | 율리우스 카이사르 cos. 59, 48, 46–44 dict. 49–44 | 율리우스 카이사르 cos. 59, 48, 46–44 dict. 49–44 |                                                            |                               |                                    |                                    |                                    |                                    |                                    |                                    |                                   |                                   |                                   |                                   |          |          | M. 아우렐리우스 코타 propr. 49                      | M. 아우렐리우스 코타 propr. 49 | M. 아우렐리우스 코타 propr. 49 | M. 아우렐리우스 코타 propr. 49 | M. 아우렐리우스 코타 propr. 49 | M. 아우렐리우스 코타 propr. 49 |  |  |                                        |                                        |                                        |                                        |                                        |                                        |  |  |
|  |  |                                |                                |                                |                                |                                |                                |  |  |                               |                               |                               |                               | 아우구스투스 Emperor 27 BC–AD 14                 | 아우구스투스 Emperor 27 BC–AD 14                 | 아우구스투스 Emperor 27 BC–AD 14                 | 아우구스투스 Emperor 27 BC–AD 14                 | 아우구스투스 Emperor 27 BC–AD 14                 | 아우구스투스 Emperor 27 BC–AD 14                 |                                                            |                               |                                    |                                    |                                    |                                    |                                    |                                    |                                   |                                   |                                   |                                   |          |          | M. 아우렐리우스 코타                                | M. 아우렐리우스 코타           | M. 아우렐리우스 코타           | M. 아우렐리우스 코타           | M. 아우렐리우스 코타           | M. 아우렐리우스 코타           |  |  |                                        |                                        |                                        |                                        |                                        |                                        |  |  |
|  |  |                                |                                |                                |                                |                                |                                |  |  |                               |                               |                               |                               | 아우구스투스 Emperor 27 BC–AD 14                 | 아우구스투스 Emperor 27 BC–AD 14                 | 아우구스투스 Emperor 27 BC–AD 14                 | 아우구스투스 Emperor 27 BC–AD 14                 | 아우구스투스 Emperor 27 BC–AD 14                 | 아우구스투스 Emperor 27 BC–AD 14                 |                                                            |                               |                                    |                                    |                                    |                                    |                                    |                                    |                                   |                                   |                                   |                                   |          |          | M. 아우렐리우스 코타                                | M. 아우렐리우스 코타           | M. 아우렐리우스 코타           | M. 아우렐리우스 코타           | M. 아우렐리우스 코타           | M. 아우렐리우스 코타           |  |  |                                        |                                        |                                        |                                        |                                        |                                        |  |  |
|  |  |                                |                                |                                |                                |                                |                                |  |  |                               |                               |                               |                               |                                                  |                                                  |                                                  |                                                  |                                                  |                                                  |                                                            |                               |                                    |                                    |                                    |                                    |                                    |                                    |                                   |                                   |                                   |                                   |          |          | M. 아우렐리우스 코타 막시무스 메살리누스 cos. AD 20 |                                |                                |                                |                                |                                |  |  |                                        |                                        |                                        |                                        |                                        |                                        |  |  |
|  |  |                                |                                |                                |                                |                                |                                |  |  |                               |                               |                               |                               |                                                  |                                                  |                                                  |                                                  |                                                  |                                                  |                                                            |                               |                                    |                                    |                                    |                                    |                                    |                                    |                                   |                                   |                                   |                                   |          |          |                                                     |                                |                                |                                |                                |                                |  |  |                                        |                                        |                                        |                                        |                                        |                                        |  |  |
|  |  |                                |                                |                                |                                |                                |                                |  |  |                               |                               |                               |                               |                                                  |                                                  |                                                  |                                                  |                                                  |                                                  |                                                            |                               |                                    |                                    |                                    |                                    |                                    |                                    |                                   |                                   |                                   |                                   |          |          | 아우렐리우스 코타                                   |                                |                                |                                |                                |                                |  |  |                                        |                                        |                                        |                                        |                                        |                                        |  |  |

## 같이 보기
- 아우렐리아누스

## 참조
1. ↑  His cognomen is guessed by Badian, thanks to the filiation of Gaius Aurelius Cotta, the consul of 200, which shows that both his father and grandfather were named Gaius.
2. ↑  가끔씩 마르쿠스 '아이밀리우스' 스카우루스와 혼동되는데, 스카우루스는 아이밀리우스 씨족의 코그노멘이기도 했다.

## 참고 문헌

### 고대 사료
- 마르쿠스 툴리우스 키케로 - Academica Priora, Brutus, De Domo Sua, De Lege Agraria contra Rullum, De Legibus, De Officiis, De Oratore, Divinatio in Quintum Caecilium, Epistulae ad Atticum, Epistulae ad Familiares, In Catilinam, In Pisonem, In Verrem, Orator ad Marcum Brutum, Philippicae, Pro Fonteio, Pro Murena, Pro Plancio, Pro Sestio.
- 마르쿠스 카일리우스 루푸스 - Apud Ciceronis ad Familiares.
- 가이우스 율리우스 카이사르 - '내란기'.
- 가이우스 살루스티우스 크리스푸스 (살루스티우스) - Bellum Catilinae (카틸리나 내전기), Historiae (역사).
- 코르넬리우스 네포스 - De Viris Illustribus (유명 인사록).
- 퀸투스 호라티우스 플라쿠스 (호라티우스), Satirae (풍자시).
- 티투스 리비우스 (리비우스) - 로마사.
- 마르쿠스 벨레이우스 파테르쿨루스 - 로마사 개요.
- 발레리우스 막시무스 - Factorum ac Dictorum Memorabilium (기억할 만한 사실과 격언 들).
- 퀸투스 아스코니우스 페디아누스 - Commentarius in Oratio Ciceronis In Cornelio (Commentary on Cicero's Oration In Cornelio).
- 루키우스 유니우스 모데라투스 콜루멜라 - De Re Rustica.
- 가이우스 플리니우스 세쿤두스 (대 플리니우스) - Historia Naturalis (박물지).
- 섹스투스 율리우스 프론티누스 - Strategemata (책략).
- 마르쿠스 파비우스 퀸틸리아누스 (퀸틸리아누스) - Institutio Oratoria (웅변가 교육).
- 푸블리우스 코르넬리우스 타키투스 - Annales, Historiae, De Origine et Situ Germanorum (게르만족의 기원과 현황).
- 가이우스 수에토니우스 트랑퀼루스 - De Vita Caesarum (황제전), De Illustribus Grammaticis (문법학자의 생애).
- 아피아누스 알렉산드리누스(아피아누스) - Bella Mithridatica (미트리다테스 전쟁기), Bellum Civile (내전기).
- 아일리우스 갈레누스 (갈레누스) - De Compositione Medicamentorum Secundum Locos Conscriptorum (On the Composition of Medications According to the Place Prescribed).
- 카시우스 디오 - Roman History.
- 헤로디아누스 - History of the Empire from the Death of Marcus.
- 아일리우스 람프리디우스, 아일리우스 스파르티아누스, 플라비우스 보피스쿠스, 율리우스 카피톨리누스, 트레벨리우스 폴리오, 불카티우스 갈리카누스 - '히스토리아 아우구스타'.
- 에우트로피우스 - Breviarium Historiae Romanae (Abridgement of the History of Rome).
- 섹스투스 아우렐리우스 빅토르 - De Caesaribus (On the Caesars), De Viris Illustribus (On Famous Men).
- 암미아누스 마르켈리누스 - Res Gestae.
- 테오도시우스 법전.
- 퀸투스 아우렐리우스 심마쿠스 - Epistulae.
- 파울루스 오로시우스 - Historiarum Adversum Paganos (이교도들의 역사).
- 학설휘찬.
- 파울루스 - Epitome de Sex. Pompeio Festo de Significatu Verborum (페스투스의 De Significatu Verborum에 대한 개요).
- 요안니스 조나라스 - Epitome Historiarum (Epitome of History).

### 현대 사료
- 얀 흐뤼터르 - Inscriptiones Antiquae Totius Orbis Romani (Ancient Inscriptions from the Whole Roman World), Heidelberg (1603).
- 루도비코 안토니오 무라토리 - Novus Thesaurus Veterum Inscriptionum (New Treasury of Ancient Inscriptions), Milan (1739–42).
- 요한 크리스티안 베른스도르프 - Poëtae Latini Minores (Minor Latin Poets), Altenburg, Helmstedt (1780–1799).
- 요제프 힐라리우스 에켈 - Doctrina Numorum Veterum (The Study of Ancient Coins, 1792–1798).
- Dictionary of Greek and Roman Biography and Mythology, William Smith, ed., Little, Brown and Company, Boston (1849).
- 테오도르 몸젠 et alii, Corpus Inscriptionum Latinarum (The Body of Latin Inscriptions, abbreviated CIL), Berlin-Brandenburgische Akademie der Wissenschaften (1853–present).
- René Cagnat et alii, L'Année épigraphique (The Year in Epigraphy, abbreviated AE), Presses Universitaires de France (1888–present).
- George Davis Chase, "The Origin of Roman Praenomina", in Harvard Studies in Classical Philology, vol. VIII (1897).
- 프리드리히 뮌처, Roman Aristocratic Parties and Families, translated by Thérèse Ridley, Johns Hopkins University Press, 1999 (originally published in 1920).
- T. 로버트 S. 브로튼 - The Magistrates of the Roman Republic, American Philological Association (1952).
- 에른스트 배디언 - Studies in Greek and Roman History, Blackwell (1964).
- 앤서니 R. 벌리 - Marcus Aurelius, B. T. Batsford, London (1966).
- Geza Alföldy, Fasti Hispanienses, F. Steiner, Wiesbaden (1969).
- 마이클 크로포드 - Roman Republican Coinage, Cambridge University Press (1974, 2001).
- T. P. 와이즈먼 - "Legendary Genealogies in Late-Republican Rome", Greece & Rome, Second Series, Vol. 21, No. 2 (Oct., 1974), pp. 153–164.
- 귀도 바스티아니니 - "Lista dei prefetti d'Egitto dal 30a al 299p" (List of the Prefects of Egypt from 30 BC to AD 299), in Zeitschrift für Papyrologie und Epigraphik, vol. 17 (1975).
- Dicționar de istorie veche a României (Dictionary of Ancient Romanian History), Editura Științifică și Enciclopedică (1976).
- Paul A. Gallivan, "Some Comments on the Fasti for the Reign of Nero", in Classical Quarterly, vol. 24, pp. 290–311 (1974), "The Fasti for A.D. 70–96", in Classical Quarterly, vol. 31, pp. 186–220 (1981).
- Brian W. Jones, The Emperor Domitian, Routledge, London (1992).
- Benet Salway, "What’s in a Name? A Survey of Roman Onomastic Practice from c. 700 B.C. to A.D. 700", in Journal of Roman Studies, vol. 84, pp. 124–145 (1994).
- J.E.H. Spaul, "Governors of Tingitana", in Antiquités Africaines, vol. 30 (1994).
- John C. Traupman, The New College Latin & English Dictionary, Bantam Books, New York (1995).